# Marcela Palermo
Marcela Liliana Palermo (Rosario, 20 de enero de 1966) es periodista, conductora, locutora y presentadora de eventos. Cuenta con más de 36 años de trayectoria en medios radiales y televisivos de Córdoba, Argentina.  
Desde 1992 dicta cursos de locución en la Escuela de Locución Mario Luna, reconocido profesional cordobés. 

## Carrera profesional
Comenzó su carrera en 1987 en LV3 Radio Córdoba de la provincia de Córdoba como locutora en el trasnoche y en móvil de exteriores en “El Tranvía” de Liliana López Foressi. En 1989 pasó a desempeñarse en la realización del micro televisivos “El futuro es nuestro” perteneciente a la empresa Forja Argentina con una duración de dos minutos  y transmitidos en el horario central de los -hasta entonces- canales cordobeses: Canal 10, Canal 12 y Canal 8. Desde entonces su carrera televisiva nunca se detuvo.
Entre 1988 y 1989 condujo junto a Aldo “Lagarto” Guizzardi el programa “Telemanías”, un clásico magacín cordobés de los días sábados. Con esta dupla transitó su paso por el programa éxito “Muy buenas tardes” realizado en la Productora Audiovisión entre los años 1989 y 1993.
En 1990 participó y ganó el concurso para desempeñarse como locutora y presentadora de TV en Canal 10 (UNC).
A lo largo de su carrera logró entrevistar a destacadas figuras del ambiente artístico nacional e internacional como Ricky Martin, Shakira, Chayanne, Sandro, Ana Belén y Joaquín Sabina, entre otros.
En 1998 fue conductora de “Contacto” junto a Claudio Ferrer. Por ese programa pasaron grandes personalidades como Indra Devi y Deepak Chopra. “Contacto” la llevó a ganar su primer Martín Fierro como mejor magacín del interior del país.
Durante más de 10 años fue conductora radial de “La mañana” en Power 102 en la FM universitaria, hasta 2007 cuando comienza  a conducir durante un año el radial “Mañanero” por AM 580, de la Radio Universidad SRT.
Con la incorporación de mujeres a las duplas informativas conduce el noticiero central de Canal 10 que desde 2001 se llamó “Crónica 10, Primera edición“ y condujo hasta 2006 junto a Jorge Martínez y hasta 2009 junto a Mario Pensavalle con quien fue ganadora de su segundo Martín Fierro a mejor informativo del interior del país. Desde 2010 fue la presentadora de noticias de “Crónica Mediodía” hasta mayo de 2024, momento en que decide desvincularse de la empresa SRT Servicios de Radio y TV de la Universidad Nacional de Córdoba.
En el Año 2020 empieza a coconducir, junto al humorista Fernando "Flaco" Pailos el programa Pailos BAR por Canal 10. Este magacín de la mañanas cordobesas le permitió a Marcela abordar el periodismo desde otro lugar. Dicho programa estuvo 2 veces nominado al Martin Fierro Federal.
Los eventos más destacados que condujo son: el Martín Fierro del interior del país en 1999 junto a Aldo “Lagarto” Guizzardi, el Festival de doma y folcklore de Jesús María y la primera puesta al aire de la desaparecida señal CBA24N (hoy Canal U), el primer canal digital de noticias del interior del país en 2011. Su multifacética carrera le ha permitido animar y ser host de eventos corporativos y de importantes empresas internacionales.
Marcela cuenta con su blog personal marcelapalermo.com.ar desde el 2018.

## Programas de TV
| Período   | Programa                              | Rubro                   | Productora/Canal             |
| --------- | ------------------------------------- | ----------------------- | ---------------------------- |
| 1987-1989 | Forja Argentina (Micros de 2 minutos) |                         | Audiovisión                  |
| 1988      | Estudiar en Córdoba                   |                         | Canal 10                     |
| 1988-1989 | Telemanías                            | Coconducción            | Audiovisión para Canal 10    |
| 1989-1991 | El futuro es Nuestro (micros)         |                         | Canal 8, Canal 10 y Canal 12 |
| 1989-1993 | Muy buenas tardes                     | Coconducción            | Audiovisión para TV10        |
| 1993-1995 | Marquen al 10                         |                         | Canal 10                     |
| 1995-1998 | Crónica del espectáculo               | Conducción              | Canal 10                     |
| 1998-2001 | Contacto                              |                         | Canal 10                     |
| 2001-2009 | Crónica 10, Primera edición           | Coconducción            | Canal 10                     |
| 2010-2018 | Crónica Mediodía                      | Coconducción            | Canal 10                     |
| 2012      | Crónica Córdoba                       | Conducción              | Canal 10                     |
| 2013-2016 | Cba24 Mañana                          | Coconducción            | Cba24N                       |
| 2013-2014 | Parece que fue ayer                   |                         | Canal 10                     |
| 2016-2018 | 5 noches                              |                         | Canal 10                     |
| 2018-2024 | Crónica Mediodía                      | Conducción y producción | Canal 10                     |
| 2020-2022 | Pailos Bar                            |                         | Canal 10                     |
| 2022-2023 | Los 60 del 10                         |                         | Canal 10                     |
| 2022-2024 | El Bar del 10                         |                         | Canal 10                     |

## Programas de Radio
- 1987-1989: El tranvía de Liliana, con Liliana López Foressi. Móvil. LV3 Radio Córdoba.
- 1989-1991: Viva la Radio, con Rony Vargas. Móvil. LV3 Radio Córdoba.
- 1993-1996: En Frecuencia, con Clever Abreu. Coconducción. FM Líder SRT.
- 1997-2007: La mañana de Power. Conducción. Power 102 FM SRT.
- 2007-2008: Mañanero. Conducción. 580 AM Radio Universidad SRT.

## Premios, becas y reconocimientos
En 2001 como conductora de “Contacto” Canal 10 (Córdoba), gana su primer Martín Fierro Federal como mejor magacín del interior del país.  En 2008 recibe el Martín Fierro Federal a mejor informativo del interior del país por su labor en Crónica de Mediodía, Canal 10 Córdoba.
En el año 2001 Marcela gana una beca del Instituto Italiano de Cultura de Córdoba para el perfeccionamiento de la lengua italiana por lo que vivió cuatro meses en Perugia, Italia.
En el 2002 hizo un curso de perfeccionamiento periodístico en televisión española, por lo permaneció en Madrid dos meses con prácticas en el canal 24 horas.

## Vida privada
Marcela Palermo nació en la ciudad de Rosario, Santa Fe. Le gusta el fútbol y es hincha de Newells Old Boys. Desde pequeña se radicó en La Falda, Córdoba. En este lugar vivió 15 años junto a su familia.
En 1984 comenzó sus estudios universitarios en la entonces llamada Escuela de Ciencias de la Información, actualmente Facultad de Ciencias de la Comunicación - UNC. Simultáneamente inició su formación en la Escuela Superior de Periodismo, actualmente el Colegio Universitario de Periodismo Obispo Trejo y Sanabria (CUP), donde se recibió de Periodista en 1986.
En abril de 1993 se separó del reconocido periodista Sergio Suppo, su único marido. En el año 2005 nació su único hijo. La periodista reconoce ser una mamá feliz.